# Rymddräkt

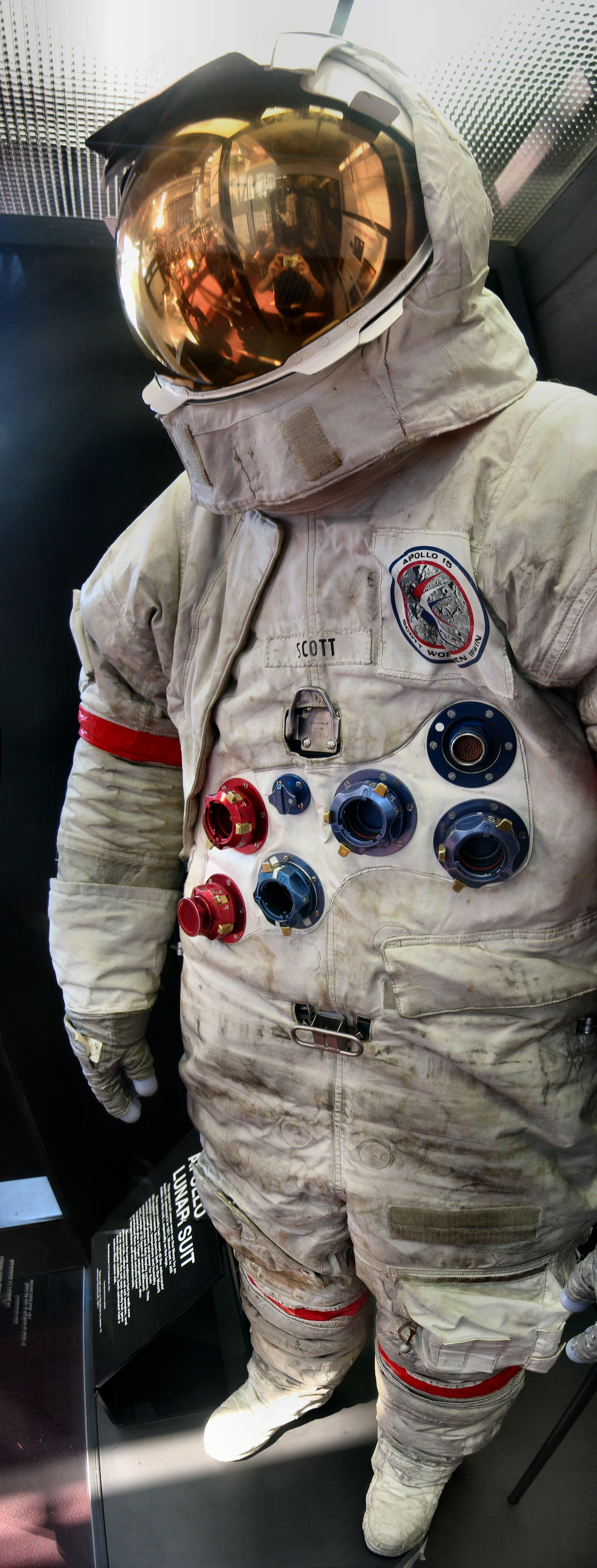
En äldre rymddräkt som användes på Apollo 15.

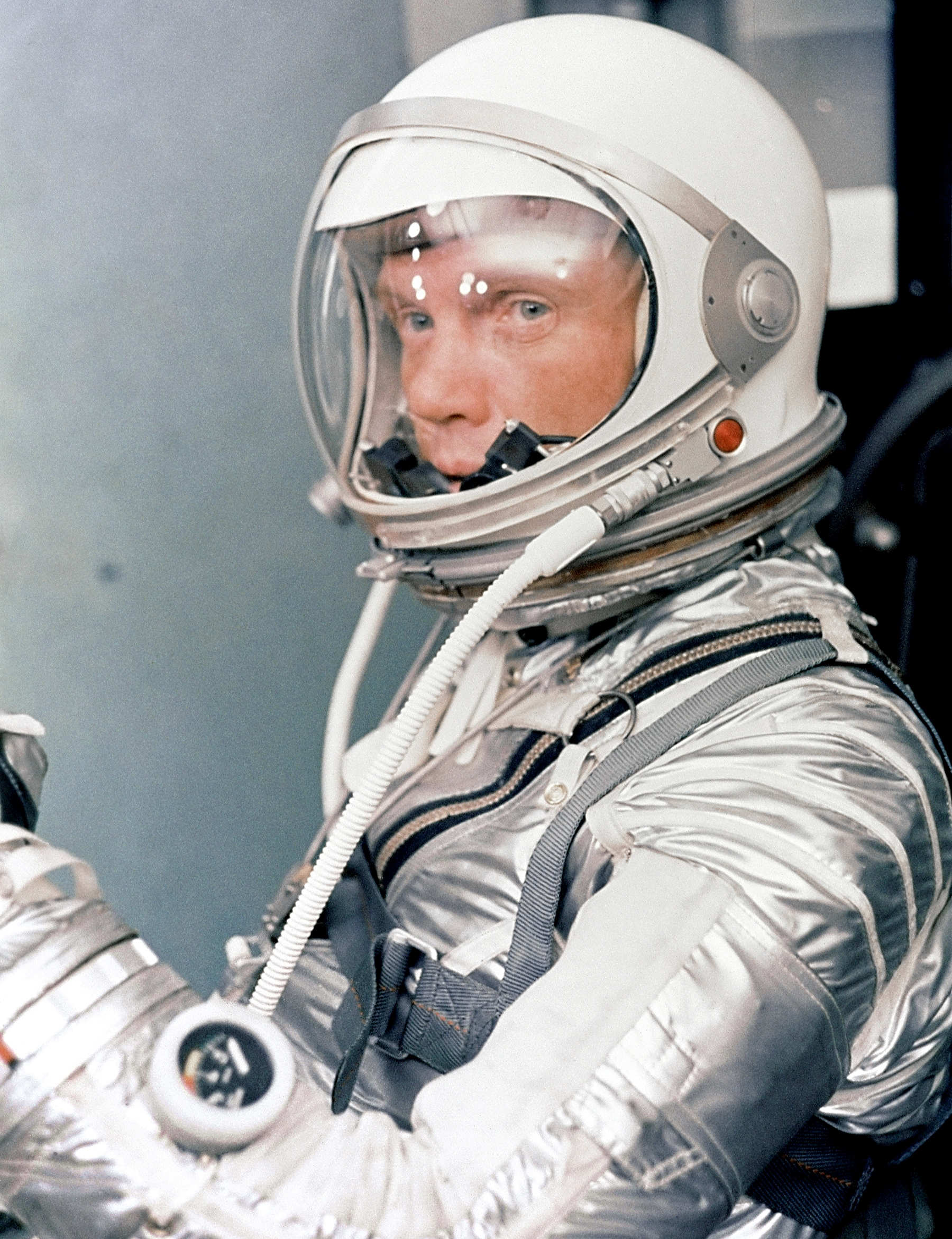
John Glenn i sin rymddräkt 1962.

En rymddräkt är en anordning som är avsedd att omsluta en människa eller ett djur under en rymdresa.

## Funktionskrav
DET finns flera krav på specifika funktioner som måste uppfyllas för att fungera som en rymddräkt:
- Stabilt innertryck. Detta tryck kan mycket väl vara lägre än lufttrycket vid havsnivå på jorden, eftersom luftblandningen normalt innehåller mer syre och mindre koldioxid än jordens blandning.
- Andningsbart syre. En rymddräkt innehåller ofta ett koldioxidfilter (ofta litiumhydroxid), vilket minimerar kravet på tillförsel av ny syrgas.
- Temperaturkontroll. Värme kan i rymden bara förloras genom strålning eller strömning (när astronauten vidrör andra objekt). Eftersom värme inte kan avledas effektivt används ett system med vätskekylda underdräkter.
- Skydd mot elektromagnetisk strålning.
- Skydd mot partikelstrålning.
- Skydd mot mikrometeoriter.
- Rörlighet (innefattar även möjligheter att manövrera, docka med, och fastgöra vid rymdfarkost via lina)
- Kommunikationsmöjligheter.
- Underhåll (såsom påfyllnad och avtappning av vätskor och gaser).

Målet med en rymddräkt är att bäraren ska kunna röra sig så obehindrat som möjligt. Nyckeln till rörelsefrihet är att bibehålla en kostant volym. När till exempel en led i rymddräkten böjs, orsakar det en volymändring som kräver att ett arbete utförs. Bäraren måste dessutom använda kraft för att hålla leden böjd. Även om dessa krafter är små, kan de i längden vara mycket uttröttande. Arbetet förhåller sig till volymförändringen som
{\displaystyle W=\int _{V_{i}}^{V_{f}}\,P\,dV}
där {\displaystyle {V_{i}}} är startvolymen, {\displaystyle {V_{f}}} är slutvolymen och {\displaystyle P} är dräktens tryck. Eftersom trycket måste hållas inom ett tämligen smalt område lämnar det volymförändringen som en påverkbar variabel. Det är problemet med volymförändring som alla rymddräktsdesigner försöker minimera eller eliminera.
Den vanligaste lösningen ligger i att använda flera lager. Det innersta funktionella lagret består av den så kallade blåsan. Detta är ett lager som består av gummi och är således böjligt. För att undvika okontrollerad expansion av detta lager används ett yttre lager för att kontrollera denna expansion. Gummilagret är större än det yttre lagret och det överflödiga gummit samlas runt lederna. När bäraren böjer till exempel ett knä minskar volymen bakom knät medan volymen framför knät ökar. På så sätt hålls dräktvolymen konstant.
Det yttersta lagret erbjuder skydd mot extrema temperaturer såväl som mot mikrometeoriter och strålning.

## Rymddräkt EMU

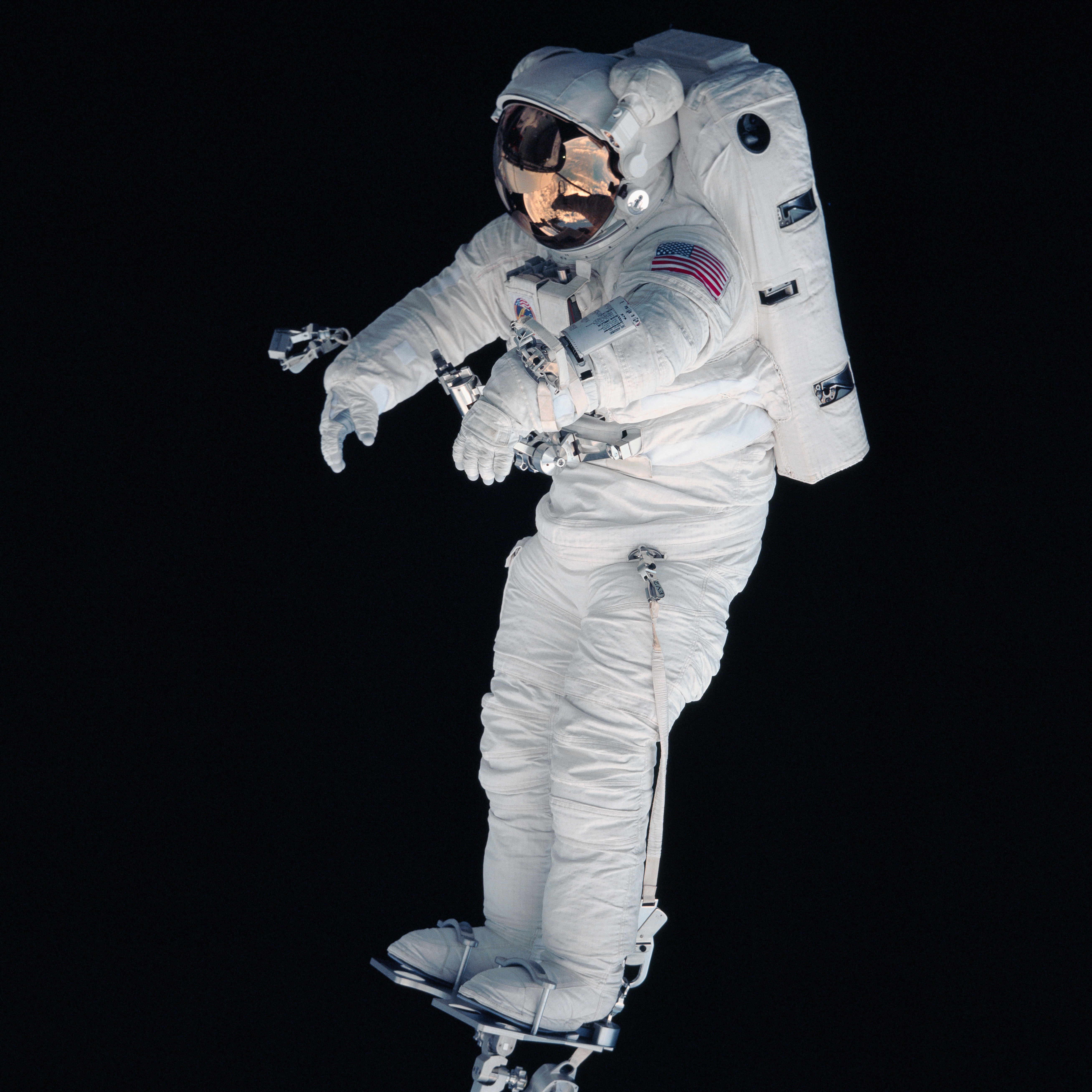
En EMU rymddräkt.

Rymddräkten EMU som till exempel Christer Fuglesang hade under sina rymdpromenader vid STS-116-missionen vägde 140 kilo med all utrustning. Dräkten är vit för att reflektera värme och för att synas bra. EMU skyddar mot vakuum och strålning i rymden och har ett avancerat underställ med vattenslangar reglerande kroppstemperaturen. Hjälmen skyddar mot ljus och värme och innehåller strålkastare och kameror. På ryggsäcken sitter små raketer som kan användas i nödläge.